# Marge jde do zaměstnání
Marge jde do zaměstnání (v anglickém originále Marge Gets a Job) je 7. díl 4. řady (celkem 66.) amerického animovaného seriálu Simpsonovi. Scénář napsali Bill Oakley a Josh Weinstein a díl režíroval Jeff Lynch. V USA měl premiéru dne 5. listopadu 1992 na stanici Fox Broadcasting Company a v Česku byl poprvé vysílán 30. září 1994 na stanici ČT1.

## Děj
Homer a Marge zjistí, že se jejich dům částečně bortí. Homer se ho snaží opravit, ale nedaří se mu to. Rozhodne se zavolat opraváře základů, nicméně oprava má stát 8 500 dolarů. Posléze vezme Marge na oslavu odchodu zaměstnance Springfieldské jaderné elektrárny do důchodu. Marge se rozhodne ucházet o místo, které se nyní uvolnilo, aby mohli zaplatit opravu základů. Líza jí pomůže napsat životopis a Marge práci získá. Pan Burns je Marge okouzlen, ale když mu řekne, že je vdaná, propustí ji. Pohrozí žalobou a požádá o pomoc Lionela Hutze, který je zcela neúspěšný a prchá před Burnsovou armádou skutečných právníků; Burns však ustoupí poté, co Homer svou ženu obhájí. Epizoda končí ve chvíli, kdy si Homer a Marge užívají soukromé vystoupení zpěváka Toma Jonese, kterého Burns drží v zajetí a tajně prosí Marge, aby mu pomohla utéct. 
Mezitím ve škole Bart nechce psát test, a tak předstírá bolesti břicha. Edna Krabappelová se zeptá, jestli Bart někdy četl knihu The Boy Who Cried Wolf. Když se Bart vrátí do školy, Edna mu navrhne, aby napsal opravný test, ale on se tomu vyhne. Dědeček ho přijde vyzvednout a cestou domů odkáže na zmíněnou knihu. Barta to opět nerozhodí. Když se opět vrátí do školy, je nucen test napsat. Protestuje, ale Edna ho ignoruje. Postaví ho samotného před třídu, předá mu test a odejde. 
Ve studiu Krustylu se při natáčení nejnovějšího pořadu Šáši Krustyho objeví odborník na divokou přírodu, který ukazuje jestřába a vlka. Upozorňuje, že vlk se bojí hlasitých zvuků. Ale „hlasitý“ je tajné slovo dne. Následuje oslava a hluk, a tak vlk zpanikaří a uteče. Volně se potuluje a běží do Springfieldské základní školy, kde před třídou napadne Barta, jenž křičí, že je ve škole vlk, ale Edna ho ignoruje. Školník Willie Barta zachrání tím, že s vlkem bojuje, a dá mu tak čas vrátit se do třídy. Protože má Bart pocit, že mu nikdo neuvěří, když poví pravdu, se zjevnou upřímností řekne, že si příběh vymyslel. Poté omdlí a Edna si uvědomí, že Bart byl skutečně napaden. Děda ho odvede domů, zatímco Willie dá vlkovi trochu alkoholu a utěšuje ho, že prohrál.

## Produkce
S nápadem na díl přišel Conan O'Brien, kterého napadlo, že Marge dostane práci v elektrárně a že se do ní pan Burns zamiluje. Animátoři měli problémy s animací Marge v obleku a se rtěnkou. Režisér Jeff Lynch řekl, že v několika scénách Marge „vypadá jako monstrum“. Veškerý žargon, který Troy McClure používá, byl přesně převzat z knihy Time-Life o opravách základů. Původní podzápletka epizody spočívala v tom, že pan Burns řekl Homerovi, aby se převlékl za pana Atoma a nechal ho chodit po školách a mluvit s dětmi. Dabérům se jako hostující hvězda velmi líbil Tom Jones, se kterým prý byla zábava pracovat, byl velmi milý, a dokonce se nabídl, že po skončení nahrávání replik odehraje koncert.
Animátoři původně nakreslili tři různé verze Barta poté, co ho napadl vlk, a vybrali tu verzi, jež vypadala nejméně děsivě, protože nechtěli, aby Bart vypadal příliš „zmláceně“. Problémy při jednání s cenzory televize způsobila také animační chyba během snové pasáže s panem Burnsem, v níž byla „boule v posteli“, která měla být kolenem pana Smitherse, zaměněna za erekci.

## Kulturní odkazy
Píseň, která zazní pro pana Burnse na večírku při odchodu do důchodu, je odkazem na film Občan Kane. Fotografie pana Burnse při setkání s Elvisem Presleym je velmi podobná fotografii Richarda Nixona při setkání s Elvisem. Zatímco se pan Burns dívá do skrytých kamer, v pozadí hraje „The Imperial March“ z Hvězdných válek.

## Přijetí

### Kritika
Warren Martyn a Adrian Wood, autoři knihy I Can't Believe It's a Bigger and Better Updated Unofficial Simpsons Guide, k dílu uvedli: „Líbí se nám Bartova fantazie o radioaktivních Marii a Pierru Curieových a Smithersova fantazie o jeho milované, která proletí oknem. Spíše než příběh je to sbírka úžasných kulis, které vyšumí bez jakéhokoli skutečného pokusu o zakončení.“.
Empire umístil taneční číslo „Mister Burns“ na čtvrté místo nejlepších filmovým parodií v seriálu.

### Sledovanost
V původním vysílání skončil díl v týdnu od 2. do 8. listopadu 1992 na 25. místě ve sledovanosti s ratingem 13,6 podle agentury Nielsen, což odpovídá přibližně 12,7 milionu diváckých domácností. V tom týdnu se jednalo o nejlépe hodnocený pořad na stanici Fox, jenž porazil seriál Beverly Hills 90210 a epizodu Simpsonových Bartův trest, která se vysílala ve stejném týdnu.

## Alternativní verze
V původním vysílání tohoto dílu paní Krabappelová jmenuje několik různých nemocí, které Bart předstíral, aby se vyhnul zkoušce z angličtiny, a jednou z nich je Touretteův syndrom. Poté, co Bart prohlásí, že ho nepřešel, začne štěkat a vrčet a zamumlá: „Strč si to někam, čarodějnice!“. Tato scéna si vysloužila mnoho stížností od lidí, kteří si mysleli, že je od scenáristů nevkusné dělat si legraci ze skutečné nemoci, a Joshua Smith, chlapec z Rentonu ve státě Washington, začal usilovat o právní kroky. Smith požadoval, aby „epizodu neopakovali a aby se Bart Simpson v seriálu spřátelil s někým, kdo trpí Touretteovou chorobou“, a aby na konci zařadili Bartovu omluvu. Vedoucí producent Mike Reiss odpověděl omluvou: „Tak trochu máme pocit, že jsme tentokrát udělali chybu. Cítili jsme se kvůli tomu špatně.“. V rámci kroku, který byl pro pořad bezprecedentní, producenti souhlasili s odstraněním scény z budoucího vysílání, nicméně další Smithovy požadavky zůstaly nesplněny. Ve verzi epizody vydané na DVD boxu 4. řady byla část s Bartem, který paní Krabappelové předvádí svůj údajný Touretteův syndrom, zachována, ale Krabappelové věta o tom, že Bart má „… ten nešťastný záchvat Touretteova syndromu“, byla nahrazena větou „… ten nešťastný záchvat vztekliny“.
Navíc během Smithersovy snové pasáže s panem Burnsem cenzoři požadovali vystřižení několika vteřin animace, která ukazovala, jak „pan Burns přistává v určité poloze na Smithersově anatomii“.
Po zemětřesení a tsunami v Tóhoku v roce 2011 a souvisejícím jaderném ohrožení byla epizoda stažena z rakouského vysílání kvůli vtipům o otravě radiací.